# Niraparib
A Zejula márkanév alatt forgalmazott Niraparib egy rákellenes gyógyszer, amelyet epithelialis petefészek-, petevezeték-, illetve primer peritoneális rák kezelésére használnak. Alkalmazása szájon át történik.
Leggyakoribb mellékhatásai a hányinger, hányás, thrombocytopenia (alacsony vérlemezkeszám), fáradtság és gyengeség, vérszegénység (alacsony vörösvértestszám), székrekedés, hasi fájdalom, neutropenia (a neutrofil granulociták alacsony száma), álmatlanság, fejfájás, étvágytalanság, hasmenés, nehézlégzés, magas vérnyomás, hátfájás, szédülés, köhögés, ízületi fájdalom, hőhullámok és alacsony fehérvérsejtszám.
A niraparibot 2017-ben engedélyezték orvosi használatra az Egyesült Államokban és az Európai Unióban.

## Orvosi felhasználás
A niraparib javallatai az Európai Unióban:
- az előrehaladott epithelialis (III. és IV. FIGO stádiumú) high-grade epithelialis ovarium-, petevezeték- vagy primer peritonealis carcinoma fenntartó kezelésére monoterápiában olyan felnőtteknél, akik reagálnak (teljes válasz vagy részleges válasz) az elsővonalbeli platinaalapú kemoterápiára annak befejezése után
- a platinaszenzitív, relapszáló, high-grade serosus epithelialis ovarium-, petevezeték- vagy primer peritonealis carcinoma fenntartó kezelésére monoterápiában olyan felnőtteknél, akik reagálnak (teljes válasz vagy részleges válasz) a platinaalapú kemoterápiára.

2019 októberében a niraparib indikációját kiterjesztették olyan emberekre, akik előrehaladott petefészek-, petevezeték- vagy primer peritonealis rákban szenvednek, korábban három vagy több kemoterápiás kezelésben részesültek, illetve akiknek rákja homológ rekombinációs hiány (homologous recombinant deficiency, HRD) pozitív státusszal járt. A HRD-t hajlamosító vagy feltételezett hajlamosító BRCA mutáció vagy genomiális instabilitás határozza meg olyan betegeknél, akiknél a betegség progressziója meghaladja a hat hónapot az utolsó platinaalapú kemoterápiára adott válasz után.
2020 áprilisában a niraparib indikációja kibővült az előrehaladott epitheliális petefészek-, petevezeték-, illetve primer peritonealis rákban szenvedő felnőttek fenntartó kezelésével, akik teljes vagy részleges választ adnak az első vonalbeli platinaalapú kemoterápiára.

## Ellenjavallatok
A betegtájékoztató nem tartalmaz ellenjavallatokat.

## Mellékhatások
A vizsgálatok során leggyakrabban megállapított mellékhatások az alacsony vérsejtszám, nevezetesen a thrombocytopenia (a betegek 61%-ánál, 29%-ánál súlyos), a vérszegénység (a betegek 50%-nál, 25%-ánál súlyos) és a neutropenia (30%-ánál, 20%-ánál súlyos) volt. Egyéb, többnyire enyhe vagy közepes mellékhatások közé tartoztak az émelygés, fáradtság és székrekedés. Egy 250 napon át tartó vizsgálat során a betegek 15%-ának a káros hatások miatt azonnal fel kellett függeszteni a niraparib-kezelést.

## Interakciók
Klinikai interakciós vizsgálatokat nem végeztek. A más gyógyszerekkel való kölcsönhatás esélye csekély, mivel a niraparib és fő metabolitja, az M1 in vitro nem lép kölcsönhatásba egyik fontos citokróm P450 májenzimmel sem. A niraparibot (de az M1-et nem) a P-glikoprotein és a BCRP (Breast Cancer Resistance Protein) szállítja, de nem gátolja jelentősen. Sem a niraparib, sem az M1 nem lép szignifikáns kölcsönhatásba a többi fontos transzporter fehérjével.

## Farmakológia

### Hatásmechanizmusa
A niraparib a PARP1 és PARP2 enzimek inhibitora.

### Farmakokinetika
A bevitt niraparib 73%-a a bélben szívódik fel, a legmagasabb vérplazma-koncentrációt körülbelül három óra múlva éri el, a bevitt étel mennyiségétől függetlenül. A keringésben a hatóanyag 83%-a kötődik a plazmafehérjékhez. A karboxilészterázok inaktiválják az M1 fő metabolittá, egy karbonsavszármazékká, amely később glükuronidálódik.

## Kémia
A gyógyszert niraparib-tozilát-monohidrát só formájában használják, amely egy fehér, nem higroszkópos kristály.

## Tanulmányok
Egy 2012-es in vitro végzett tanulmány során felfedezték, hogy a PARP-inhibitorok nemcsak a PARP enzimatikus gátlásán keresztül fejtik ki hatásukat, hanem a PARP sérült DNS-en való csapdázásán keresztül is. Ennek a csapdázásnak az erőssége a niraparib esetén volt a legnagyobb, melyet az olaparib, majd a veliparib követett.

## Története
A Zejula (niraparib) Tesaro által benyújtott gyógyszer törzskönyvezési kérelmét az Egyesült Államok Élelmiszer- és Gyógyszerügyi Hivatala (FDA) elsőbbségi felülvizsgálattal, illetve gyorsított eljárással fogadta el 2017. március 27-én. Az Európai Unióban 2017. november 16-án fogadták el a Zejula-t orvosi használatra.
Egy 553 beteget érintő vizsgálatban a progressziómentes túlélés (PFS) a csíravonalat érintő hajlamosító vagy feltételezett hajlamosító BRCA-mutációjával rendelkező betegek esetében 21,0 hónap volt a niraparib-kezelés alatt, ezzel szemben a placebóval kezelteknél ez 5,5 hónap volt. Az ilyen mutáció nélküli betegeknél a PFS 9,3 hónap volt a niraparib-kezelés alatt, míg a placebo-kezelés alatt 3,9 hónap volt.

## Külső linkek
- Niraparib. Drug Information Portal. U.S. National Library of Medicine
- Niraparib tosylate. Drug Information Portal. U.S. National Library of Medicine
- Niraparib tosylate monohydrate. NCI Drug Dictionary. National Cancer Institute
- Niraparib tosylate monohydrate. National Cancer Institute